# 분기화
대수적 수론에서 분기화(分岐化, 영어: ramification)는 어떤 체의 확대에서, 원래 체의 대수적 정수환에서의 소 아이디얼이 확대체의 정수환에서 제곱 인자를 갖는 것을 뜻한다.
분기화는 두 가지의 방법으로 다룰 수 있다.
- 분기화를 아이디얼의 소인수 분해로서 다룰 수 있다. 이는 데데킨트 정역에 대하여 적용할 수 있으나, 오직 유한 자리만을 다룰 수 있다.
- 분기화를 체 위의 절댓값으로서 다룰 수 있다. 절댓값 이론은 아이디얼 이론보다 더 일반적이며, 무한 자리 또한 일관적으로 다룰 수 있다.

## 데데킨트 정역의 분기화
데데킨트 정역 {\displaystyle D}의 분수체 {\displaystyle K=\operatorname {Frac} D}의 유한 확대 {\displaystyle {\tilde {K}}/K}가 주어졌으며, {\displaystyle D}의 {\displaystyle {\tilde {K}}} 속에서의 정수적 폐포가 {\displaystyle {\tilde {D}}}라고 하자. 그렇다면 {\displaystyle {\tilde {D}}} 역시 데데킨트 정역이다.:45, Proposition I.8.1
{\displaystyle {\begin{matrix}D&\hookrightarrow &{\tilde {D}}\\{\scriptstyle \operatorname {Frac} }\downarrow &&\downarrow \scriptstyle \operatorname {Frac} \\K&\hookrightarrow &{\tilde {K}}\\\end{matrix}}}
{\displaystyle D} 속의 0이 아닌 소 아이디얼 {\displaystyle {\mathfrak {p}}\in \operatorname {Spec} D\setminus \{(0)\}}에 대하여, 포함 준동형 {\displaystyle \iota \colon D\hookrightarrow {\tilde {D}}}에 대한 상의 소인수 분해가 다음과 같다고 하자.
{\displaystyle \iota ({\tilde {p}})=\prod _{i=1}^{g({\mathfrak {p}})}{\tilde {\mathfrak {p}}}_{i}^{e_{{\tilde {\mathfrak {p}}}_{i}}}\qquad ({\tilde {\mathfrak {p}}}_{i}\in \operatorname {Spec} {\tilde {D}}\setminus \{0\},\;e_{i}>0\forall i)}
그렇다면 {\displaystyle e_{\tilde {\mathfrak {p}}}}를 {\displaystyle {\tilde {\mathfrak {p}}}_{i}}의 분기 지표(分岐指標, 영어: ramification index)라고 한다.
또한, 잉여류체에 대한 자연스러운 체의 확대가 존재한다.
{\displaystyle D/{\mathfrak {p}}\subseteq {\tilde {D}}/{\tilde {\mathfrak {p}}}_{i}}
이 확대의 차수 {\displaystyle f_{\tilde {\mathfrak {p}}}}를 {\displaystyle {\tilde {\mathfrak {p}}}}의 관성 차수(慣性次數, 영어: inertia degree)라고 한다.
{\displaystyle f_{\tilde {\mathfrak {p}}}=[{\tilde {D}}/{\tilde {\mathfrak {p}}}_{i}:D/{\mathfrak {p}}]}
그렇다면 다음과 같은 기본 항등식(영어: fundamental identity)이 성립한다.
{\displaystyle [L:K]=\sum _{{\tilde {\mathfrak {p}}}\in \operatorname {Spec} {\tilde {D}}\setminus \{0\}}^{{\tilde {\mathfrak {p}}}\mid {\mathfrak {p}}}e_{\tilde {\mathfrak {p}}}f_{\tilde {\mathfrak {p}}}\qquad \forall {\mathfrak {p}}\in \operatorname {Spec} D\setminus \{0\}}

### 힐베르트 이론
만약 확대 {\displaystyle {\tilde {K}}/K}가 갈루아 확대라면, 이에 대한 힐베르트 이론(Hilbert理論, 영어: Hilbert theory)이라는 자세한 묘사가 존재한다. 이 경우, 갈루아 군 {\displaystyle \operatorname {Gal} ({\tilde {K}}/K)}는 {\displaystyle \{{\mathfrak {p}}_{i}\}_{i=1,\dots ,g({\mathfrak {p}})}} 위에 추이적으로 작용하며, 따라서 모든 {\displaystyle i}에 대하여 {\displaystyle e_{i}} 및 {\displaystyle f_{i}}가 일치한다. 즉,
{\displaystyle [L:K]=e({\mathfrak {p}})f({\mathfrak {p}})g({\mathfrak {p}})\qquad \forall {\mathfrak {p}}\in \operatorname {Spec} D\setminus \{0\}}
이다.

#### 분해군
임의의 {\displaystyle {\tilde {\mathfrak {p}}}\in \operatorname {Spec} {\tilde {D}}\setminus \{0\}}의 분해군(分解群, 영어: decomposition group) {\displaystyle G_{\tilde {\mathfrak {p}}}}는 {\displaystyle \operatorname {Gal} ({\tilde {K}}/K)}의 작용에 대한 {\displaystyle {\tilde {\mathfrak {p}}}}의 안정자군이다.:54, Definition I.9.2 {\displaystyle {\tilde {\mathfrak {p}}}\in \operatorname {Spec} {\tilde {D}}\setminus \{0\}}의 분해체(分解體, 영어: decomposition field) {\displaystyle Z_{\tilde {\mathfrak {p}}}}는 분해군에 의해 고정되는 {\displaystyle {\tilde {K}}}의 원소들로 구성되는 체이다.
{\displaystyle Z_{\tilde {\mathfrak {p}}}=\{{\tilde {a}}\in {\tilde {K}}\colon \sigma {\tilde {a}}={\tilde {a}}\forall \sigma \in G_{\tilde {\mathfrak {p}}}\}}
궤도-안정자군 정리에 따라서, 모든 {\displaystyle i=1,\dots ,g({\mathfrak {p}})}에 대하여 안정자군의 크기는 같다.
{\displaystyle |G_{{\tilde {\mathfrak {p}}}_{i}}|=|G|/g({\mathfrak {p}})=e({\mathfrak {p}})f({\mathfrak {p}})\forall i=1,\dots ,g({\mathfrak {p}})}

#### 관성군
{\displaystyle {\tilde {\mathfrak {p}}}\in \operatorname {Spec} {\tilde {D}}\setminus \{0\}}가 주어졌고, {\displaystyle {\mathfrak {p}}\in \operatorname {Spec} D\setminus \{0\}}는 {\displaystyle {\tilde {\mathfrak {p}}}\mid \iota ({\mathfrak {p}})}인 유일한 소 아이디얼이라고 하자. 그렇다면 자연스러운 전사 군 준동형
{\displaystyle \operatorname {Gal} ({\tilde {K}}/K)\twoheadrightarrow \operatorname {Gal} \left(({\tilde {D}}/{\tilde {\mathfrak {p}}})/(D/{\mathfrak {p}})\right)}
이 존재한다. 그 핵을 {\displaystyle {\tilde {\mathfrak {p}}}}의 관성군(慣性群, 영어: inertia group) {\displaystyle I_{\tilde {\mathfrak {p}}}}이라고 하며, 이는 분해군의 부분군이다.:57, Definition I.9.5 관성군의 크기는 항상 {\displaystyle e({\mathfrak {p}})}와 같으며, 갈루아 군 {\displaystyle \operatorname {Gal} ({\tilde {K}}/K)}의 작용에 불변이다.
{\displaystyle I_{\tilde {\mathfrak {p}}}=I_{\sigma \cdot {\tilde {\mathfrak {p}}}}=e({\mathfrak {p}})\forall \sigma \in \operatorname {Gal} ({\tilde {K}}/K)}
마찬가지로, {\displaystyle {\tilde {\mathfrak {p}}}}의 관성체(慣性體, 영어: inertia field) {\displaystyle T_{\tilde {\mathfrak {p}}}}는 관성군의 작용에 불변인 부분체이다.
{\displaystyle T_{\tilde {\mathfrak {p}}}=\{{\tilde {a}}\in {\tilde {K}}\colon \sigma ({\tilde {a}})={\tilde {a}}\forall \sigma \in I_{\tilde {\mathfrak {p}}}\}}
즉, 다음과 같은 체들의 탑이 존재한다.
{\displaystyle K\subseteq Z_{\tilde {\mathfrak {p}}}\subseteq T_{\tilde {\mathfrak {p}}}\subseteq {\tilde {K}}}
또한, 다음과 같은 군의 짧은 완전열이 존재한다.
{\displaystyle 1\to I_{\tilde {\mathfrak {p}}}\to G_{\tilde {\mathfrak {p}}}\to \operatorname {Gal} ({\tilde {D}}/{\tilde {\mathfrak {p}}})/(D/{\mathfrak {p}})\to 1}
{\displaystyle T_{\tilde {\mathfrak {p}}}/Z_{\tilde {\mathfrak {p}}}}는 갈루아 확대이며, 그 갈루아 군은 {\displaystyle \operatorname {Gal} ({\tilde {D}}/{\tilde {\mathfrak {p}}})/(D/{\mathfrak {p}})}와 같다.

### 수체의 분기화
데데킨트 정역 {\displaystyle D}의 분수체 {\displaystyle K=\operatorname {Frac} D}가 대수적 수체일 경우를 생각하자. ({\displaystyle D={\mathcal {O}}_{K}}인 경우가 대표적이지만, 대수적 정수환이 아닐 수 있다.) 이 경우, 상대 판별식(영어: relative discriminant) {\displaystyle \Delta _{{\tilde {K}}/K}}는 {\displaystyle {\tilde {D}}}의 특별한 아이디얼이다.
그렇다면, 임의의 {\displaystyle {\mathfrak {p}}\in \operatorname {Spec} D\setminus \{0\}}에 대하여, 다음 두 조건이 서로 동치이다.
- {\displaystyle {\mathfrak {p}}}는 분기화된다.
- {\displaystyle {\mathfrak {p}}\mid \Delta _{{\tilde {K}}/K}}이다.

특히, 이 경우 분기화하는 소 아이디얼들의 수는 유한하다.

## 헨젤 값매김환의 분기화
분기화는 국소적인 현상이며, 헨젤 값매김환의 분기화 이론은 국소적인 분기화 정보를 담는다. 즉, 주어진 자리에 대하여 헨젤화를 가하면, 이 자리에서의 분기화에 대한 이론을 전개할 수 있으며, 이렇게 얻는 분기화의 국소적 이론은 분기화의 대역적 이론보다 매우 간단하다.
헨젤 값매김환 {\displaystyle (D,\nu ,{\mathfrak {m}})}의 분수체 {\displaystyle K=\operatorname {Frac} D}의 유한 확대 {\displaystyle {\tilde {K}}/K}가 주어졌다고 하자. 그렇다면, {\displaystyle K}의 값매김 {\displaystyle \nu }는 {\displaystyle {\tilde {K}}} 위에 다음과 같이 값매김 {\displaystyle {\tilde {\nu }}}를 유도한다.:149
{\displaystyle {\tilde {\nu }}\colon {\tilde {a}}\mapsto {\frac {1}{[{\tilde {K}}:K]}}\nu (\operatorname {N} _{{\tilde {K}}/K}({\tilde {a}})}
여기서 {\displaystyle \operatorname {N} _{{\tilde {K}}/K}}는 체 노름이다. 이에 대한 값매김환을 {\displaystyle {\tilde {D}}=\{{\tilde {a}}\in {\tilde {K}}\colon {\tilde {\nu }}({\tilde {a}})\geq 0\}}라고 하고, 그 극대 아이디얼을 {\displaystyle {\tilde {m}}}이라고 하자.
이에 따라, 다음과 같은 값군의 포함 관계가 존재한다.
{\displaystyle \nu (K^{\times })\subseteq {\tilde {\nu }}({\tilde {K}}^{\times })}
그렇다면, {\displaystyle {\tilde {K}}/K}의 분기 지표 {\displaystyle e({\tilde {K}}/K)}는 두 값군 사이의 몫군의 크기이다.
{\displaystyle e({\tilde {K}}/K)=|{\tilde {\nu }}({\tilde {K}}^{\times })/\nu (K^{\times })|}
마찬가지로, 잉여류체들의 다음과 같은 확대가 존재한다.
{\displaystyle D/{\mathfrak {m}}\subseteq {\tilde {D}}/{\tilde {\mathfrak {m}}}}
그렇다면, {\displaystyle {\tilde {K}}/K}의 관성 차수 {\displaystyle f({\tilde {K}}/K)}는 두 잉여류체 사이의 확대의 차수이다.
{\displaystyle f({\tilde {K}}/K)=[{\tilde {D}}/{\tilde {\mathfrak {m}}}:D/{\mathfrak {m}}]}
이 경우, 일반적으로 다음이 성립한다.:150, Proposition II.6.8
{\displaystyle [{\tilde {K}}:K]\geq e({\tilde {K}}/K)f({\tilde {K}}/K)}
또한, 만약 다음 두 조건 가운데 적어도 하나가 성립한다면, 위 부등식은 등식이 되며, 이를 기본 항등식(영어: fundamental identity)이라고 한다.
- {\displaystyle \nu }는 이산 값매김이며, {\displaystyle {\tilde {K}}/K}는 분해 가능 확대이다.[1]:150, Proposition II.6.8
- {\displaystyle \nu }는 이산 값매김이며, {\displaystyle K}는 {\displaystyle \nu }에 대하여 완비 공간이다.[1]:151

## 값매김환의 분기화
데데킨트 정역의 분기화 이론은 값매김환의 분기화 이론으로 일반화된다. 이 경우, 데데킨트 정역 속의 소 아이디얼 {\displaystyle {\mathfrak {p}}} 대신, {\displaystyle {\mathfrak {p}}}로 정의되는 {\displaystyle {\mathfrak {p}}}진 값매김에 대한 분기화를 다루게 된다.
절댓값 {\displaystyle |-|_{\nu }}이 주어진 체 {\displaystyle K}의 확대 {\displaystyle {\tilde {K}}/K}가 주어졌다고 하자. 이 경우 {\displaystyle \nu }를 {\displaystyle {\tilde {K}}} 전체로 다양한 방법으로 확장할 수 있으며, 각 확장은 {\displaystyle {\tilde {K}}} 위의 절댓값을 정의한다. 이는 절댓값의 동치에 대하여 불변이며, 따라서 자리를 정의한다. {\displaystyle {\tilde {\nu }}}가 {\displaystyle \nu }의 확장이라는 것은 (소 아이디얼의 인수 분해에 비유하여) {\displaystyle {\tilde {\nu }}\mid \nu }로 쓴다.
만약 {\displaystyle \nu }가 비아르키메데스 자리인 경우, 분기 지표와 상대 차수를 정의할 수 있다. 구체적으로, 비아르키메데스 자리에 대한 {\displaystyle K}와 {\displaystyle {\tilde {K}}}의 값매김환이 {\displaystyle (D,{\mathfrak {m}})} 및 {\displaystyle ({\tilde {D}},{\mathfrak {m}})}라고 하자. 그렇다면, 분기 지표는 다음과 같은 부분군의 지표이다.:165
{\displaystyle e_{\tilde {\nu }}=[{\tilde {\nu }}({\tilde {K}}^{\times }):\nu (K^{\times })]}
{\displaystyle {\tilde {\nu }}}의 상대 차수(영어: relative degree)는 다음과 같은, 잉여류체의 확대의 차수이다.
{\displaystyle f_{\tilde {\nu }}=[D_{\tilde {\nu }}/{\mathfrak {m}}_{\tilde {\nu }}:D/{\mathfrak {m}}]}
만약 {\displaystyle \nu }가 이산 값매김을 정의하며, {\displaystyle {\tilde {K}}/K}가 분해 가능 확대라면, 다음과 같은 기본 항등식(영어: fundamental identity)이 성립한다.:165, Proposition II.8.5
{\displaystyle \sum _{{\tilde {\nu }}\mid \nu }e_{\tilde {\nu }}f_{\tilde {\nu }}=[L:K]}

### 값매김 힐베르트 이론
{\displaystyle {\tilde {K}}/K}가 갈루아 확대라고 하자. 그렇다면 다음과 같이 힐베르트 이론을 값매김으로서 서술할 수 있다.
(아르키메데스 또는 비아르키메데스) 자리 {\displaystyle \nu }의 확장 {\displaystyle {\tilde {\nu }}}이 주어졌을 때, {\displaystyle {\tilde {\nu }}}의 분해군 {\displaystyle G_{\tilde {\nu }}}은 갈루아 군 {\displaystyle \operatorname {Gal} ({\tilde {K}}/K)}의 작용에 대한 안정자군이다.:167, Definition II.9.2
{\displaystyle G_{\tilde {\nu }}=\{\sigma \in \operatorname {Gal} ({\tilde {K}}/K)\colon {\tilde {\nu }}\circ \sigma ={\tilde {\nu }}\}}
이는 {\displaystyle |-|_{\tilde {\nu }}}에 대하여 연속 함수가 되는 자기 동형들로 구성된다.:171 이에 대한 고정점들로 구성된 부분체를 분해체 {\displaystyle Z_{\tilde {\nu }}}라고 한다.
{\displaystyle Z_{\tilde {\nu }}=\{{\tilde {a}}\in {\tilde {K}}\colon \sigma ({\tilde {a}})={\tilde {a}}\forall \sigma \in G_{\tilde {\nu }}\}}
만약 {\displaystyle {\tilde {\nu }}}가 비아르키메데스 자리인 경우, 관성군과 분기군을 추가로 정의할 수 있다. 값매김환 {\displaystyle (D,{\mathfrak {m}})} 및 {\displaystyle ({\tilde {D}},{\tilde {\mathfrak {m}}})}을 정의한다면, 체의 확대
{\displaystyle D/{\mathfrak {m}}\subseteq {\tilde {D}}/{\tilde {\mathfrak {m}}}}
는 갈루아 확대임을 보일 수 있다.:172, Proposition II.9.9 또한, 분해군은 이 확대의 갈루아 군으로 가는 자연스러운 전사 군 준동형을 가지며, 그 핵을 비아르키메데스 자리 {\displaystyle {\tilde {\nu }}}의 관성군 {\displaystyle I_{\tilde {\nu }}}이라고 한다.
{\displaystyle 1\to I_{\tilde {\nu }}\to G_{\tilde {\nu }}\to \operatorname {Gal} \left({\frac {{\tilde {D}}/{\tilde {\mathfrak {m}}}}{D/{\mathfrak {m}}}}\right)\to 1}
이에 대한 고정점으로 구성되는 부분체를 관성체 {\displaystyle T_{\tilde {\nu }}}라고 한다.

## 같이 보기
- 뉴턴 다각형